# Aeginetia mirabilis
Aeginetia mirabilis är en snyltrotsväxtart som först beskrevs av Carl Ludwig von Blume, och fick sitt nu gällande namn av Bakh.. Aeginetia mirabilis ingår i släktet Aeginetia och familjen snyltrotsväxter. Inga underarter finns listade i Catalogue of Life.